# Motonori Matuyama
Motonori Matuyama (1884–1958) – japoński geolog i geofizyk. Odkrył on pole magnetyczne Ziemi. Ponadto udowodnił, że w przeszłości pole magnetyczne Ziemi ulegało zmianom. Jego odkrycia umożliwiły udowodnienie hipotezy mówiącej o ekspansji dna oceanicznego. Matuyama był pionierem w dziedzinie badań geofizycznych na obszarach oceanów. Jest autorem pracy On the Direction of Magnetization of Basalt.